# Mecheria Airport
Mecheria Airport är en flygplats i Algeriet. Den ligger i den nordvästra delen av landet, 500 km sydväst om huvudstaden Alger. Mecheria Airport ligger 1 175 meter över havet.
Terrängen runt Mecheria Airport är platt åt sydost, men åt nordväst är den kuperad. Runt Mecheria Airport är det mycket glesbefolkat, med 4 invånare per kvadratkilometer. Trakten runt Mecheria Airport är ofruktbar med lite eller ingen växtlighet.